# Hesperis
|  | Aquest article tracta sobre el gènere vegetal. Vegeu-ne altres significats a «Hèsperis». |

Hesperis és un gènere de plantes amb flors de la família brassicàcia. Consta de 414 espècies, la majoria de la part oriental de la regió mediterrània, de la regió iranoturaniana i de les terres veïnes.
Ha passat com planta ornamental a Amèrica del Nord des del segle xvii, on actualment es considera espècie invasora en tres estats.
Tenen les fulles alternes, dentades, lanceolades de 5-15 centímetres de llarg. Les flors són de color blanc a lila porpra.
Als Països Catalans són autòctones les espècies:
- Hesperis matronalis: Juliana vera
- Hesperis laciniata

## Algunes espècies
| - Hesperis abyssinica - Hesperis acaulis - Hesperis acris - Hesperis aculeata - Hesperis adenopoda - Hesperis anatolica - Hesperis armena - Hesperis aspera - Hesperis balansae - Hesperis bicuspidata - Hesperis bottae - Hesperis dinarica - Hesperis kitiana - Hesperis kotschyana | - Hesperis laciniata - Hesperis matronalis - Hesperis pendula - Hesperis persica - Hesperis pisidica - Hesperis podocarpa - Hesperis rupestris - Hesperis scabrida - Hesperis schischkinii - Hesperis sibirica - Hesperis trullata - Hesperis turkmendagensis - Hesperis varolii - Hesperis matronalis |